# صدا و سیمای آذربایجان شرقی
صدا و سیمای مرکز آذربایجان شرقی یکی از مراکز صدا و سیمای جمهوری اسلامی ایران است. ستاد مرکزی سازمان (شامل شبکه سهند، رادیو تبریز، رادیو آذری) در شهر تبریز، بلوار ۲۹ بهمن، خیابان جام جم و ستاد مراغه آن (شامل رادیو مراغه) در شهر مراغه، بلوار شهید درخشی، خیابان صدا و سیما فعالیت می‌کند.

## زیرمجموعه‌ها

### رادیو تبریز
رادیو تبریز به‌عنوان دومین رادیوی کشور از لحاظ سابقه، در سال ۱۳۲۵ خورشیدی راه‌اندازی شده و برنامه‌های متعددی را پخش نموده‌است. از سال ۱۳۷۶ این رادیو برنامه‌های خود را با نام شبکهٔ استانی صدای مرکز آذربایجان شرقی پخش می‌کند و پس از این تاریخ تغییرات عمده‌ای در نحوهٔ پخش برنامه‌های رادیو به وقوع پیوست.
برنامه‌های رادیو تبریز از سال ۱۳۹۲ به صورت بیست و چهار ساعته پخش می‌شود.
در حال حاضر برنامه‌های رادیو تبریز با عنوان «شبکهٔ استانی صدای مرکز آذربایجان شرقی» از طریق فرستنده‌های ماهواره‌ای و زمینی قابل دریافت است:
- ماهواره:

عرب‌ست (بدر ۵):
فرکانس: ۱۲۳۰۲
سیمبل ریت: ۳۲۰۰۰
قطبیت: HOR
اینتل‌ست ۹۰۲:
فرکانس: ۱۱۰۲۶
سیمبل ریت: ۲۳۰۰
قطبیت: VER
- زمینی:

موج AM: ردیف ۱۰۲۶ کیلوهرتز (تبریز)، ۸۴۶ کیلوهرتز (میانه) و ۱۱۳۴ کیلوهرتز (کلیبر)
موج FM: فرکانسهای ۹۴ و ۹۵ مگاهرتز (تبریز)
- همچنین به صورت رادیونما (رادیو تصویری) از طریق سامانهٔ دیجیتال در سطح استان آذربایجان شرقی و ماهواره
- از اسفند ماه ۱۳۸۸ پخش اینترنتی شبکه‌های رادیویی و تلویزیونی آذربایجان شرقی راه‌اندازی گردید.

### رادیو آذری
رادیو برون مرزی آذری روزانه از ساعت ۰۴:۳۰ تا ۰۹:۰۰ صبح و ۱۷:۵۰ تا ۲۰:۳۰ به زبان ترکی آذربایجانی برای جمهوری آذربایجان از ماهواره، اینترنت و موج متوسط ۱۳۲۳ و ۷۰۲ کیلوهرتز برنامه پخش می‌کند. این رادیو نخستین رادیوی برون مرزی به زبان ترکی آذربایجانی محسوب می‌گردد.

## آثار برگزیده
در جشنوارهٔ تولیدات مراکز صدا و سیما که در سال ۱۳۸۵ خورشیدی برگزار شد، برخی از آثار صدا و سیمای مرکز آذربایجان شرقی به‌عنوان آثار برگزیده انتخاب شدند که در بخش صدا برنامه‌های «بولوت» و «عاشیق غریب»، در بخش سیما برنامه‌های «افتخار نغمه‌سی»، «القدس لنا»، «باباباغی»، «پیشانی و خاک»، «حرکت»، «عدل و داد» و «یای گئجه‌لری»، در بخش موسیقی برنامه‌های «آذربایجان اویاخدی»، «پیامبر اعظم» و «چشم به‌راه»، در بخش پژوهش برنامهٔ «بررسی گرایش جمعیت فعال به هویت قومی و ملی» و در بخش خبر برنامه‌های «افتتاح آزادراه تبریز–زنجان در هاله‌ای از ابهام»، «قربانیان خطاهای پزشکی در تبریز» و «نیمه‌تمام ماندن ورزشگاه یادگار امام.